# ام‌سی‌جی+۰۱-۰۲-۰۱۵
ام‌سی‌جی+۰۱-۰۲-۰۱۵ (انگلیسی: MCG+01-02-015) یک کهکشان مارپیچی در صورت فلکی ماهی است. این کهکشان نمونه‌ای از یک کهکشان خالی است، ] و یکی از منزوی‌ترین کهکشان‌هایی است که تاکنون مشاهده‌شده‌است، بی آنکه کهکشان دیگری در حوالی ۱۰۰ میلیون سال نوری در همه جهات آن وجود داشته‌باشد.

## مشاهده‌های پیشین
ام‌سی‌جی+۰۱-۰۲-۰۱۵ قبلاً به عنوان یک کهکشان بیضوی از کلاس E2 طبقه‌بندی شده بود، اگرچه تصویربرداری با وضوح بالاتر نشان داد که یک کهکشان مارپیچی میله‌ای است.